# Konvent (Europeiska unionen)
För andra betydelser, se konvent.
Ett konvent är ett tillfälligt organ som bildas i samband med fördragsändringar inom Europeiska unionen. Konventet sammankallas av Europeiska rådets ordförande om Europeiska rådet med enkel majoritet beslutar att föreslagna fördragsändringar ska granskas. Företrädare för medlemsstaternas parlament, stats- eller regeringscheferna, Europaparlamentet och Europeiska kommissionen deltar i konventet, vars huvuduppgift är att grundligt bereda fördragsändringarna. Konventet utarbetar en rekommendation till en regeringskonferens, som i sin tur utarbetar de fördragsändringar som ska antas.
Genom Lissabonfördraget, som trädde i kraft den 1 december 2009, infördes ett ordinarie ändringsförfarande för ändring av unionens fördrag som innebär att ett konvent i regel alltid ska sammankallas vid fördragsändringar. Om de föreslagna fördragsändringarna är begränsade kan Europeiska rådet med enkel majoritet efter godkännande av Europaparlamentet dock besluta att inget konvent ska sammankallas, utan att regeringskonferensens mandat istället ska fastställas av Europeiska rådet. Om fördragsändringarna dessutom är begränsade till unionens inre politik och inte utökar unionens befogenheter, kan Europeiska rådet med enhällighet direkt anta fördragsändringarna efter samråd med Europaparlamentet, kommissionen och, om förslaget rör institutionella ändringar på det monetära området, Europeiska centralbanken, utan att varken något konvent eller någon regeringskonferens sammankallas.
Inget konvent har sammankallats sedan Lissabonfördraget införde möjligheten till det. Däremot har två konvent sammankallats av Europeiska rådet tidigare, ett i samband med utarbetandet av stadgan om de grundläggande rättigheterna 1999–2000 och ett i samband med utarbetandet av Europeiska konstitutionen 2001–2003. I november 2023 begärde Europaparlamentet att ett konvent skulle sammankallas för att utarbeta förslag till fördragsändringar mot bakgrund av konferensen om Europas framtid.